# Kolbe (Haartracht)
Die Kolbe war eine zum Anfang des 16. Jahrhunderts übliche männliche Haartracht, die an die Stelle des im Ausgang des Mittelalters gebräuchlichen lang herabwallenden Haupthaares und der Bartlosigkeit trat.
Das Haar wurde zu allen Seiten herabgekämmt und  gerade abgeschnitten, dass es Ohren und Nacken frei ließ oder gerade bedeckte. Ebenso trug man zwar einen Vollbart, schnitt ihn aber direkt unter dem Kinn in gerader Linie ab, so dass der Kopf nicht mehr lang, sondern rund wie eine Knolle am Ende einer Keule erschien. 
Mit Kolbe wurde sowohl der Kopf an und für sich, aber auch das Haar allein, dann besonders der glatt geschorene Kopf und später sogar die Perücke bezeichnet.